# In America - Il sogno che non c'era
In America - Il sogno che non c'era (In America) è un film del 2002 diretto da Jim Sheridan.
Il film è dedicato a Frankie Sheridan, il fratello minore del regista morto all'età di 10 anni.

## Trama
Qualche anno dopo che Frankie, il figlio più piccolo della coppia, è morto a causa di un tumore al cervello, Johnny e Sarah (Paddy Considine e Samantha Morton) lasciano l'Irlanda con le loro due figlie Christy e Ariel (Sarah Bolger e Emma Bolger) per raggiungere gli Stati Uniti in cerca di fortuna.
Arrivati a New York si stabiliscono in un condominio frequentato da balordi e tossicodipendenti nel quartiere di Hell's Kitchen. Qui, la notte di Halloween, conoscono Mateo (Djimon Hounsou) un pittore nigeriano all'apparenza molto burbero ma che poi si rivelerà un buon amico, Mateo è malato di AIDS e gli rimane poco da vivere.
Le disponibilità economiche della famiglia sono molto esigue e Sarah rimane nuovamente incinta, Johnny trova lavoro come autista di taxi. La gravidanza di Sarah non è delle più semplici: infatti il bambino deve nascere prematuro altrimenti la madre potrebbe morire, le condizioni del neonato migliorano proprio la notte che Mateo muore. Quando Johnny si presenta per pagare il conto dell'ospedale, che ammonta ad oltre 30.000 dollari, scopre che è già stato pagato da Mateo, decide così di dare come secondo nome "Mateo" alla figlia appena nata.

## Produzione
Il film è dedicato dal regista e sceneggiatore Jim Sheridan al fratello Frankie, morto all'età di dieci anni. In "The Making of In America", presente nel DVD del film, Sheridan spiega che Christy e Ariel sono basate sulle sue figlie (e co-sceneggiatrici del film) Naomi e Kirsten. Sheridan afferma che loro volevano fare un film che mostrasse come la gente possa imparare a superare il proprio dolore e vivere nel futuro anziché nella tristezza del passato.
I luoghi delle riprese a Manhattan includono Hell's Kitchen, Times Square, il Lincoln Tunnel, e 8th Street sull'East Village.
Gli interni furono filmati agli Ardmore Studios nel County Wicklow in Irlanda. La scena ambientata alla fiera fu girata in Parnell Street, a Dublino.
La colonna sonora include le canzoni eseguite da: The Lovin' Spoonful, Culture Club, The Corrs, The Byrds, Kid Creole & The Coconuts, Evan Olson, e The Langhorns.

## Riconoscimenti
- 2003 - National Board of Review Awards
  - Miglior sceneggiatura originale
- 2003 - Satellite Award
  - Miglior film drammatico
  - Miglior regia
  - Miglior attore non protagonista (Djimon Hounsou)
- 2004 - Independent Spirit Awards
  - Miglior fotografia
  - Miglior attore non protagonista (Djimon Hounsou)
- 2004 - Premio Oscar
  - Nomination Miglior attrice protagonista a Samantha Morton
  - Nomination Miglior attore non protagonista a Djimon Hounsou
  - Nomination Migliore sceneggiatura originale a Jim Sheridan
- 2004 - Golden Globe
  - Nomination Migliore sceneggiatura a Jim Sheridan, Naomi Sheridan e Kirsten Sheridan.
  - Nomination Miglior canzone originale (Time Enough for Tears), musica e testo di Bono, Gavin Friday e Maurice Seezer.